# NGC 1528
NGC 1528 je otevřená hvězdokupa v souhvězdí Persea. Od Země je vzdálená 2 530 světelných let.
Objevil ji William Herschel 28. prosince 1790.

## Pozorování

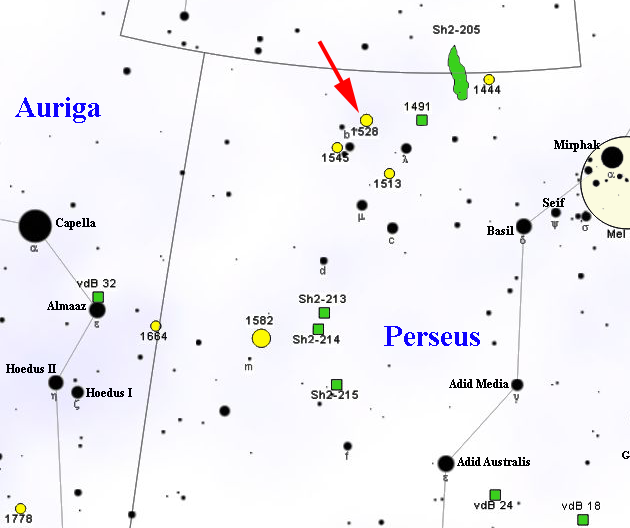
Poloha NGC 1528 v souhvězdí Persea

Hvězdokupa leží v severovýchodní části souhvězdí a dá se vyhledat i malým triedrem 1,5° severovýchodně od hvězdy s magnitudou 4,3 a názvem Lambda Persei (λ Per). Malý triedr hvězdokupu ukáže jako mlhavou skvrnu, ale i malý hvězdářský dalekohled v ní pomůže rozeznat několik hvězd s magnitudou 9 až 11. Pomocí většího dalekohledu se dá na východní straně hvězdokupy pozorovat ještě několik desítek slabších hvězd.

## Historie pozorování
Tuto hvězdokupu objevil William Herschel 28. prosince 1790. Později ji pozoroval také jeho syn John, který ji zapsal do svého katalogu General Catalogue of Nebulae and Clusters pod pořadovým číslem 820.

## Vlastnosti
Hvězdokupa je od Země vzdálená 2 530 světelných let a její stáří se odhaduje na 400 milionů let. Výzkum z roku 1981 objevil čtyři uhlíkové hvězdy, které jsou pravděpodobně členy této hvězdokupy.